# 南海ウイングバス本社営業所
南海ウイングバス本社営業所（なんかいウイングバスほんしゃえいぎょうしょ）は、大阪府泉佐野市日根野（熊取町との境界）にある南海ウイングバスの営業所。所在地は同社本社と同一。営業所前には停留所はなく、最寄停留所は東側の府道上にある「山原」（府営熊取団地線）である。

## 概要
運行エリアは南海電鉄バスから分社化された地域で、泉佐野市や熊取町、泉南市、阪南市などの泉南地区、さらに岸和田営業所の統合により岸和田市、和泉市と幅広いエリアをカバーしている。関西国際空港関連路線は南海バス空港営業所が担当しており、当営業所が担当するのはイオンモールりんくう泉南関係を除けば通勤通学・生活路線である。他にコミュニティバスの運行受託も行っている。一方、府最南部の岬町から先は不採算のため撤退し、現在は岬町が有田交通株式会社岬営業所に委託してコミュニティバスを運行している。
2014年4月12日より、バス停ナンバリングを実施。停留所名に番号を表示するとともに、車内放送でも番号案内を開始した。
2015年12月5日に岸和田営業所を統合した。これにより西は阪南市、東は和泉市まで幅広い営業エリアを持つことになった。
りんくうタウン駅発着のりんくうポート北系統は南海バス空港営業所の管轄であったが、2016年7月1日のダイヤ改正で当営業所に移管された。
各系統の動向に関しては近年では、特に熊取方面に関して、熊取駅発着便に比べて泉佐野駅発着便の減少度合いが激しい。同様の傾向は和歌山バス・和歌山バス那賀でもみられる。

## 現行路線
泉南エリアは泉佐野駅前、熊取駅前発着が主であるが、イオンモールりんくう泉南、尾崎駅前などからも発着している。
岸和田エリアは一部東岸和田駅前、和泉中央駅からも発着するが、大半は岸和田駅前から発着する。東ヶ丘線は岸和田市東ヶ丘町内において上下線共に同方向の外回り循環経路をとるため、上下線で系統が異なる。また、同線は和泉市に跨っている。
下記に記載される（旧・◯◯系統）は2020年3月1日以前の系統番号を示す。

### 泉南エリア

#### 阪南スカイタウン線
停留所・車内放送　番号案内表記「ST」
阪南市西部の丘陵地帯に開発されたニュータウン、阪南スカイタウンと南海本線箱作駅を結ぶ路線。1996年4月1日運行開始。2022年10月11日よりコミュニティバスとの棲み分けを図るため、朝と夕方以降のみの運行となった。なお、同日より当路線の定期券で並行するコミュニティバスを利用できるようになった。
- 771系統（旧・1系統）：箱作駅前 → 桃の木台1丁目 → 桃の木台小学校前 → 桃の木台1丁目 → 箱作駅前
- 771系統（旧・2系統）：桃の木台1丁目 → 桃の木台小学校前 → 桃の木台1丁目 → 箱作駅前
- 771C系統（旧・3系統）：箱作駅前 → 桃の木台1丁目 → 桃の木台小学校前 → 桃の木台3丁目

#### 尾崎線
停留所・車内放送　番号案内表記「O」
尾崎駅の山手を循環する路線。「和泉鳥取」停留所は和泉鳥取駅の最寄りバス停であるが、駅からは約500m離れている。南海電鉄バス時代は山中渓駅前まで運行されていた便も存在していた。2022年10月11日よりコミュニティバスとの棲み分けを図るため、朝と夕方以降のみの運行となった。なお、同日より当路線の定期券で並行するコミュニティバスを利用できるようになった。2025年8月31日の運行をもって終了予定。
- 701系統（旧・1系統）：尾崎駅前 → 和泉鳥取 → 中村西口 → 尾崎駅前（循環）
- 701系統（旧・2系統）：和泉鳥取 → 中村西口 → 尾崎駅前
- 701C系統（旧・3系統）：尾崎駅前 → 和泉鳥取 → 中村西口

#### 犬鳴線
停留所・車内放送　番号案内表記「I」
泉佐野駅から、同市南部の犬鳴山に向かう路線。一部、英語によるアナウンスあり。
- 721系統（旧・21系統）：泉佐野駅前 - 野々地蔵 - 日根野駅前 - 久の木 - 土丸 - 犬鳴山
- 722系統（旧・22系統）：泉佐野駅前 - 野々地蔵 - 日根野駅前 - 久の木
- 723系統（旧・23系統）：泉佐野駅前 - 野々地蔵北 - 日根野駅前 - 久の木 - 土丸 - 犬鳴山
- 724系統（旧・24系統）：泉佐野駅前 - 野々地蔵北 - 日根野駅前

かつての日根野駅周辺の経路は、俵屋西交差点を曲がり野々地蔵を経由、直進して日根野駅南側の踏切を渡るものであり、踏切の先に日根野駅前停留所があった。2016年7月より日根野駅前停留所が駅前ロータリー内に移設され、踏切を迂回し駅北側の高架橋を渡る経路となった。その後2019年5月7日より俵屋西交差点を直進して高架橋を渡る（野々地蔵北経由）ルートが新設されている。2021年4月1日より724系統の終点が土丸から日根野駅前となった。

#### 大阪観光大学線
停留所・車内放送　番号案内表記「OK」
2015年4月1日から従来の特定輸送スクールバスを路線化。途中、日根野駅前（いずみさのコミュニティバス乗降場）に停車する。
- 731系統（旧・急31系統）　泉佐野駅前 - （通過） - 日根野駅前 - （通過） - 大阪観光大学

#### 南海熊取ニュータウン線
停留所・車内放送　番号案内表記「N」
国道170号（新道）を東に進み、南海電鉄が開発した熊取ニュータウンへ向かう路線。泉佐野駅からの便は減便傾向で、熊取駅からの便がメインである。急行便は熊取ニュータウン終点にある関西医療大学の指定日に運行され、同大学のウェブサイトから運行時刻を確認できる。ただし、同大学へはスクールバスも運行している。
- 742系統（旧・42系統）：泉佐野駅前 - 泉佐野市役所前 - 上瓦屋町 - 熊取駅前 - 希望が丘 - 自由が丘 - 熊取ニュータウン
- 791系統（旧・91系統）：熊取駅前 - 希望が丘 - 自由が丘 - 熊取ニュータウン
- 742系統（急行）：泉佐野駅前 - （通過） - 熊取駅前 - （通過） - 熊取ニュータウン
- 791系統（急行）：熊取駅前 - （通過） - 熊取ニュータウン

#### 府営熊取団地線
停留所・車内放送　番号案内表記「D」
府道62号を南に進み、熊取団地、大阪体育大学・大体大浪商高校、さらに南海電鉄が開発したつばさが丘へ向かう路線。和歌山バス那賀の粉河熊取線が並行しているが、そちらはほとんどの停留所を通過する。
泉佐野駅前・熊取駅前間は泉佐野市役所前・ダンバラ公園前を経由する。
- つばさが丘方面
  - 788系統（旧・88系統）：泉佐野駅前 - 熊取駅前 - 熊取団地 - 大阪体育大学前 - つばさが丘北口
  - 789系統（旧・89系統）：泉佐野駅前 - 熊取駅前 - 熊取団地 - つばさが丘北口
  - 790系統（旧・90系統）：熊取駅前 - 熊取団地 - つばさが丘北口
- 大阪体育大学前止め
  - 743系統（旧・43系統）：泉佐野駅前 - 熊取駅前 - 熊取団地 - 大阪体育大学前
  - 急行743系統（旧・急43系統）：泉佐野駅前 -（通過）- 熊取駅前 -（通過） - 浪商学園前 - 大阪体育大学前
  - 792系統（旧・92系統）：熊取駅前 - 熊取団地 - 大阪体育大学前
  - 準急792系統：熊取駅前 - 大阪体育大学前
  - 急行792系統（旧・急93系統）：熊取駅前 -（通過） - 浪商学園前 - 大阪体育大学前
- 熊取団地止め
  - 744系統（旧・44系統）：泉佐野駅前 - 熊取駅前 - 熊取団地
  - 794系統（旧・94系統）：熊取駅前 - 熊取団地
- 795系統（旧・95系統）：熊取駅前 -（直行）- 住友電工ファインポリマー（山原）
  - 2015年4月1日より特定輸送を路線化

2021年4月1日より熊取団地を経由しない準急792系統が新設された。

#### 熊取山手線
停留所・車内放送　番号案内表記「Y」
国道170号（旧道）を東に進み、山の手台・小谷を循環する路線。
泉佐野駅前・熊取駅前間は泉佐野市役所前・泉陽ヶ丘を経由する。
- 746系統（旧・53A-B系統）：泉佐野駅前 → 熊取駅前 → 朝和口 → 山の手台 → 小谷 → 野田中央 → 朝和口 → 熊取駅前 → 泉佐野駅前
- 746系統（旧・54A-53B系統）：熊取駅前 → 朝和口 → 山の手台 → 小谷 → 野田中央 → 朝和口 → 熊取駅前 → 泉佐野駅前（現在運行なし）
- 746系統（旧・53B系統）：山の手台 → 小谷 → 野田中央 → 朝和口 → 熊取駅前 → 泉佐野駅前
- 796系統（旧・53A-54B系統）：泉佐野駅前 → 熊取駅前 → 朝和口 → 山の手台 → 小谷 → 野田中央 → 朝和口 → 熊取駅前
- 796系統（旧・54A-54B系統）：熊取駅前 → 朝和口 → 山の手台 → 小谷 → 野田中央 → 朝和口 → 熊取駅前
- 796系統（旧・54B系統）：山の手台 → 小谷 → 野田中央 → 朝和口 → 熊取駅前
- 746C系統（旧・53A-55系統）：泉佐野駅前 → 熊取駅前 → 朝和口 → 山の手台 → 小谷 → 野田中央
- 796C系統（旧・54A-55系統）：熊取駅前 → 朝和口 → 山の手台 → 小谷 → 野田中央

かつては泉佐野駅 - 小谷（51系統）、泉佐野駅 - 山の手台（52系統）として運行されていた系統を統合したものである。51系統は南海電鉄バス時代は水間駅前（現在の水間観音駅）まで運行されていた。

#### イオンりんくう線・りんくうポート北線
停留所・車内放送　番号案内表記「AR」
りんくうタウン駅とりんくうタウンの各施設を結ぶ路線。平日の朝はりんくうポート北止めの766C系統、平日の夕方以降はりんくうポート北を経由する766系統・768系統、それ以外の時間帯はりんくうポート北を経由しない系統が運行されている。この路線では英語での車内放送が行われている。
- りんくうポート北を経由しない系統
  - 762系統（旧・A2系統）：イオンモールりんくう泉南 → 警察学校前 → りんくう大通り → りんくうタウン駅前 → ゲートタワービル → ワシントンホテル
  - 761系統（旧・A1系統）：ワシントンホテル → ゲートタワービル → りんくうタウン駅前 → りんくう大通り → りんくう往来南3番 → 警察学校前 → イオンモールりんくう泉南
    - 762系統と異なり、りんくう往来南3番を経由する。

  - 767系統：イオンモールりんくう泉南 → 警察学校前 → りんくうプレミアム・アウトレット → りんくうタウン駅前 → ゲートタワービル → ワシントンホテル → りんくう大通り → りんくう往来南3番 → 警察学校前 → イオンモールりんくう泉南
    - 762系統と761系統を重複区間を除き、りんくうプレミアム・アウトレットを経由したうえで循環系統としたもの。
- りんくうポート北を経由する系統
  - 766系統（旧・A6系統）：イオンモールりんくう泉南 - 警察学校前 - りんくうポート北 - りんくう往来南3番 - りんくう大通り - りんくうタウン駅前 - ゲートタワービル - ワシントンホテル
  - 766C系統（旧・特6系統）：りんくうポート北 - りんくう往来南3番 - りんくう大通り - りんくうタウン駅前
  - 768系統：イオンモールりんくう泉南 → 警察学校前 → りんくうポート北 → りんくう往来南3番 → りんくうプレミアム・アウトレット → りんくうタウン駅前 → ゲートタワービル → ワシントンホテル → りんくうタウン駅前 → りんくう大通り → りんくう往来南3番 → りんくうポート北 → 警察学校前 → イオンモールりんくう泉南
    - 766系統を重複区間を除き、りんくうプレミアム・アウトレットを経由したうえで循環系統としたもの。767系統と異なりりんくうタウン駅前には2回経由する。

りんくうポート北を経由する系統は、元々南海バス空港営業所が「空港・りんくうタウン線」として運行していた。当初は関西空港発着の便もあったが、のちにりんくうタウン駅発着に短縮され、2016年7月1日改正で当営業所に移管された。2018年7月1日には、イオンモールりんくう泉南まで向かうA6系統が新設された。
2020年8月12日の改正でりんくうプレミアム・アウトレット停留所と767・768系統が新設された。
2013年3月16日より、りんくうタウン駅前 - 警察学校前の直行バスが新設されたが、のちに廃止されている。

### 岸和田エリア
このエリアの路線はすべて岸和田営業所廃止に伴い移管されたものである（営業所廃止後新設された路線を除く）。

#### 牛滝線
停留所・車内放送　番号案内表記「U」
岸和田市東部を縦断する路線。「久米田」停留所は久米田駅の最寄りバス停であるが、駅からは約400m離れている。
- 611系統（旧・11系統） ： 岸和田駅前 - 岸和田警察署前 - 市民病院前 - 久米田 - 内畑 - 牛滝山
- 613系統（旧・13系統） ： 岸和田駅前 - 岸和田警察署前 - 市民病院前 - 久米田 - 内畑 - 白原車庫

#### 福田線
停留所・車内放送　番号案内表記「F」
岸和田市中部を縦断する路線。沿線に近畿職業能力開発大学校があり、同校の学生や職員の輸送を担っている。朝夕は岸和田警察署前経由、土休日の日中は和泉大宮駅前経由、平日の日中は下松駅前発着の系統が運行されている。
- 622系統（旧・22系統） ： 岸和田駅前 - 和泉大宮駅前 - 下松駅前 - 道の駅愛彩ランド
- 623系統（旧・23系統） ： 岸和田駅前 - 岸和田警察署前 - 下松駅前 - 道の駅愛彩ランド
- 624系統（旧・623C系統[注釈 1]）：下松駅前 - 道の駅愛彩ランド
- 622V, 623V, 624V系統 ： 下松駅前 - 道の駅愛彩ランド間で岸の丘町1丁目を経由

2021年6月1日より平日の日中は下松駅前発着となり、下松駅前で地域巡回ローズバス（岸和田駅前発着）と接続するダイヤとなった。2022年4月1日より岸の丘町への乗り入れを開始したが、朝の岸和田駅前・下松駅前発と夕方以降の道の駅愛彩ランド発など、乗り入れない便もある。

#### 葛城線
停留所・車内放送　番号案内表記「K」
岸和田市西部を縦断し河合方面に向かう系統と、住宅街のある天神山町を通る循環系統からなる。
天神山・一の宮循環と天神山町始発系統では、岸和田駅前 - 東岸和田駅前間は岸和田警察署前を経由する。また河合方面の系統は、朝夕は岸和田警察署前経由、日中は泉南府民センター経由となっている。
- 河合方面への系統
  - 600系統（旧・0系統）：河合 - 塔原（路線図・時刻表には掲載されていない）
  - 641系統（旧・41系統）：岸和田駅前 - 岸和田警察署前 - 東岸和田駅前 - 土生 - 河合 - 塔原
  - 642系統（旧・42系統）：岸和田駅前 - 泉南府民センター - 東岸和田駅前 - 土生 - 葛城町 - 河合 - 塔原
  - 643系統（旧・43系統）：岸和田駅前 - 岸和田警察署前 - 東岸和田駅前 - 土生 - 河合 - 白原車庫
  - 644系統（旧・44系統）：岸和田駅前 - 泉南府民センター - 東岸和田駅前 - 土生 - 葛城町 - 河合 - 白原車庫
- 一の宮・天神山循環右回り
  - 645系統（旧・45系統）：岸和田駅前 → 東岸和田駅前 → 土生 → 天神山町3丁目 → 流木 → 東岸和田駅前 → 岸和田駅前
  - 645系統（旧・48系統）：東岸和田駅前 → 土生 → 天神山町3丁目 → 流木 → 東岸和田駅前 → 岸和田駅前
  - 646系統（旧・46系統）：岸和田駅前 → 東岸和田駅前 → 土生 → 天神山町3丁目 → 流木 → 東岸和田駅前（現在運行なし）
  - 646系統（旧・49系統）：東岸和田駅前 → 土生 → 天神山町3丁目 → 流木 → 東岸和田駅前（現在運行なし）
  - 647系統（旧・47系統）：岸和田駅前 → 東岸和田駅前 → 土生 → 天神山町3丁目 → 畑町 → 東岸和田駅前 → 岸和田駅前
- 天神山・一の宮循環左回り
  - 654系統（旧・54系統）：岸和田駅前 → 東岸和田駅前 → 流木 → 天神山町3丁目 → 土生 → 東岸和田駅前 → 岸和田駅前
  - 656系統（旧・56系統）：岸和田駅前 → 東岸和田駅前 → 流木 → 天神山町3丁目 → 土生
  - 657系統（旧・57系統）：岸和田駅前 → 東岸和田駅前 → 畑町 → 天神山町3丁目 → 土生 → 東岸和田駅前 → 岸和田駅前
- 天神山町始発系統
  - 653系統（旧・53系統）：天神山町3丁目 → 流木 → 東岸和田駅前 → 岸和田駅前
  - 655系統（旧・55系統）：天神山町3丁目 → 流木 → 東岸和田駅前

かつては阿間ヶ滝への系統もあった。また、天神山方面に関しては、2017年3月までは天神山循環系統がなく、天神山町止め系統の51・53・55系統（51系統は廃止済）のみが運行されていた。
2019年9月28日改正で、東岸和田駅前ターミナルの本格運用開始を受け東岸和田停留所を廃止し、全便が東岸和田駅前へ乗り入れるようになった。
2019年11月2日から2020年3月31日までの土休日は、船渡 - 塔原間でデマンドタクシーの試験運行が行われていたため、塔原発着の系統は白原車庫発着の系統に振り替えられていた。
2022年11月7日改正で、656系統の終点が東岸和田駅前から土生となった。

#### 東ヶ丘線
停留所・車内放送　番号案内表記「H」
岸和田市東部の東ケ丘町を経由し、和泉中央駅に向かう路線。市民病院前を経由する665系統・666系統は平日1便ずつの運行で、ほとんどの便は中央公園前を経由する。ただし岸和田十月祭礼時は665系統・666系統（一部迂回）のみが運行される。
- 661系統（旧・61系統） ： 岸和田駅前 → 和泉大宮駅前 → 中央公園前 → 久米田駅前 → 東ヶ丘東 → 東ヶ丘町 → 和泉中央駅
- 662系統（旧・62系統） ： 和泉中央駅 → 東ヶ丘東 → 東ヶ丘町 → 久米田駅前 → 中央公園前 → 和泉大宮駅前 → 岸和田駅前
- 663系統（旧・63系統） ： 岸和田駅前 → 和泉大宮駅前 → 中央公園前 → 徳洲会病院 → 久米田駅前 → 東ヶ丘東 → 東ヶ丘町 → 和泉中央駅
- 664系統（旧・64系統） ： 和泉中央駅 → 東ヶ丘東 → 東ヶ丘町 → 久米田駅前 → 徳洲会病院 → 中央公園前 → 和泉大宮駅前 → 岸和田駅前
- 665系統（旧・65系統） ： 岸和田駅前 → 和泉大宮駅前 → 市民病院前 → 久米田駅前 → 東ヶ丘東 → 東ヶ丘町 → 和泉中央駅
- 666系統（旧・66系統） ： 和泉中央駅 → 東ヶ丘東 → 東ヶ丘町 → 久米田駅前 → 市民病院前 → 和泉大宮駅前 → 岸和田駅前
- 667系統（旧・67系統） ： 東ヶ丘東 → 東ヶ丘町 → 和泉中央駅
- 668系統（旧・68系統） ： 和泉中央駅 → 東ヶ丘東 → 東ヶ丘町

かつては東ヶ丘町止まりだったが、2005年4月より和泉中央駅まで延伸し、岸和田駅前行きのみ東ヶ丘町内に乗り入れるようになった。その後、2007年4月より和泉中央駅行きも町内に乗り入れるようになった。

#### 山直線
和泉中央駅から西に向かい、牛滝線と並行（急行は別ルート）して南下したのち、再び西へ向かい道の駅愛彩ランドに至る路線。急行は朝に運行される。
- 671系統：和泉中央駅 - 唐国南 - 山直東 - 包近 - 稲葉町 - 蜻蛉池公園東 - 職業能力開発大学校前 - 道の駅愛彩ランド
- 急行671系統：和泉中央駅 → 唐国南 → 山直東 → （通過） → 稲葉町 → 蜻蛉池公園東 → 職業能力開発大学校前 → 道の駅愛彩ランド

2022年11月7日運行開始。2025年1月20日より稲葉町、蜻蛉池公園東停留所を新設。

#### 近畿大学泉州高校

##### 岸和田線
- 690系統(岸和田便) : 岸和田駅 - 東岸和田駅 - 東土生 - 一の宮 - 学校
- 691系統(東岸和田便) : 東岸和田駅 - 東土生 - 一の宮 - 学校

登校時運行は岸和田発 直行と、東岸和田駅発 各停の運行。
下校時運行は岸和田駅行き 直行と東岸和田駅行き 各停、もしくは岸和田駅行き 各停を2回運行。

##### 泉大津線
- 692系統 : 和泉中央駅 - (直行) - 学校
- 泉大津便 : 泉大津駅 - (直行) - 学校
- 和泉府中便 : 和泉府中駅　- (直行) - 学校
- 福祉会館・はつが野口便 : 福祉会館前 - はつが野口 - 学校

登校時運行は泉大津便2便、和泉府中便2便、福祉会館・はつが野口便1便、和泉中央便3便の運行
下校時運行は登校時と同本数もしくは、-1便(福祉会館行除く)の本数で2回運行。

##### 泉佐野線
- 693系統(泉佐野便) : 泉佐野駅 - (直行) - 学校
- 693V系統(泉佐野・小垣内便) : 泉佐野駅 - 小垣内 - 学校
- 熊取便 : 熊取駅 - (直行) - 学校
- 泉佐野便：泉佐野駅 - 小垣内 - 水間 - 学校

登校時は各系統1便ずつの運行
下校時運行は各系統1便ずつの運行もしくは、泉佐野便、熊取便、水間 → 小垣内便を1便ずつ2回運行

### コミュニティバス

#### ローズバス
岸和田市のコミュニティバス。岸和田営業所廃止に伴い移管された。

#### 熊取町ひまわりバス
熊取町のコミュニティバス。

#### いずみさのコミュニティバス、いずみさの観光周遊バス、いずみさの・たじりコミュニティバス
いずみさのコミュニティバス、いずみさの観光周遊バスは泉佐野市の、いずみさの・たじりコミュニティバスは泉佐野市と田尻町のコミュニティバス。

#### 泉南市さわやかバス
泉南市のコミュニティバス。

#### 阪南市さつき号
阪南市のコミュニティバス。

## 廃止・移管路線

### 光陽台舞線
停留所、車内放送　番号案内表記「K」
- 11系統：尾崎駅前 → 総合体育館前 → 光陽台2丁目 → 光陽台3丁目 → 舞4丁目 → 尾崎駅前 (循環)

2013年4月1日に試行運行目的で開設。便数は朝5便、夜は当初9便のち10便、所要時間は22分、運行距離は7.6㎞、運賃は230円均一で、ダイヤは尾崎駅での上り特急電車との接続を考慮していた。2016年3月31日に路線廃止となった。

### 熊取粉河線
大阪府南部地区および紀の川市相互間の通勤・通学として開設した路線である。また粉河駅から熊取駅まで、粉河駅から和歌山駅経由で大阪方面へ鉄道を利用するよりも本路線を利用する方が速くて安い（620円、所要45分）。なお、停車駅が少ないことから特急バスではあるが便宜上の名称であり運賃以外の特別料金は一切、発生しない。
路線名については、南海電鉄(南海ウイングバス南部)は『熊取粉河線』、和歌山バス那賀・水間鉄道は『粉河熊取線』という案内を行っていた。
- 特急：粉河駅前 - 長田観音前 - 打田国道口 - 勢田西 - 重行 - 神通 - 犬鳴山 - 中大木  - 大阪体育大学口 - 青年会場前 - 熊取駅前
- 1990年（平成2年）8月、水間鉄道　清児～粉河延長線の建設（2005年開業予定であった）を前提とした代替輸送手段（1998年廃止申請）として、和歌山バス（当時）、南海電鉄バス（当時）、水間鉄道バスの3社共同運行路線として営業開始。愛称は「紀泉シャトルライン」
- 2006年（平成18年）1月1日、南海ウイングバス南部・水間鉄道バスが撤退し、旧粉河町と旧那賀町（現・紀の川市）の補助を受けて和歌山バス那賀の単独運行となる。これに伴い、スルッとKANSAIカード・バスカードの利用が可能となった。

### 樽井・岩出線、金熊寺線

#### 樽井・岩出線
- 特急1：樽井駅前 - 砂川駅前 - 岩出図書館前 - 根来 - JR岩出駅前
- 特急2：樽井駅前 - 砂川駅前 - 根来さくらの里 - 根来寺 - 近畿大学前 - 根来 - JR岩出駅前

熊取・粉河線同様に和歌山県岩出と大阪府内をショートカットする路線で、和歌山バス那賀との共同路線であった。運行距離は熊取・粉河線より短く、両駅間をおよそ30分前後で結んだ。和泉砂川駅前後で狭隘区間を走行するため、車両は両社とも小型車を使用して運行していた。
設立は熊取・粉河線より新しく、和歌山県の補助などによって開設されたもので、鉄道路線計画の代替という位置づけの熊取・粉河線とは異なっている。
なお、南海バスのウェブサイト上では時刻表の検索はできず、電話での問い合わせで対応していた（和歌山バスのサイトでは検索が可能）。熊取・粉河線と異なり両事業者ともスルッとKANSAIカードが使用可能な環境が整っていたにも関わらず、スルッとKANSAI共通カードが利用できず、フリー乗車券の類は一切使用できなかった。熊取・粉河線が和歌山バス那賀の単独運行となり、カード類が利用可能となった後もこの制度は続けられたが、2012年10月より和歌山バス那賀の単独運行となり、前述したカード類の利用が可能になった。

#### 金熊寺線
- 11系統：樽井駅前 - 砂川駅前
- 12系統：樽井駅前 - 泉南病院前 - 金熊寺 - つづら畑 - 近畿大学前（つづら畑 - 近畿大学間は総て和歌山県内、後に樽井・岩出線に統合）

元々は、梅の名所として知られる金熊寺へのアクセス路線としてつづら畑停留所まで南海電鉄時代より運行され、後に泉南市と近畿大学和歌山キャンパス(生物理工学部)を結ぶ路線として延伸された。樽井・岩出線開設後は、樽井駅前 - つづら畑間では大半の停留所を通過する樽井・岩出線に対する各停路線としての役割も担っていた。
この路線は樽井・岩出線開設後も併存していたが、後に樽井・岩出線の近畿大学経由便への統合により、和歌山県内全区間が廃止となり、つづら畑停留所止まりに戻った。2002年2月1日より泉南市さわやかバスと並行するようになったのち、2007年2月1日にさわやかバス山回りに統合され、樽井・岩出線と同様和泉砂川駅も経由するようになった。移管後も、南海ウイングバス南部所属の車両による代走が度々見られる。
スルッとKANSAI共通カードについては、つづら畑以北の大阪府内のみ利用可能となっており、フリー乗車券の類もつづら畑～近畿大学間のみ利用出来なかった。このため、フリー乗車券利用の乗客も、利用区間を示すために整理券が必須であった。同線がつづら畑止まりとなって以降、金熊寺線は全線利用可能、樽井・岩出線は全線利用不可能と、同じルートを走る路線同士で差異が存在した。ただし2013年現在、前述の通り金熊寺線のコミュニティバス移管と樽井・岩出線の1社運行化により、当時とは利用可能環境が逆になっている。

### 多奈川線
岬町を東西に縦断していた。ミニループバスみさきへの置き換えにより2001年4月に廃止された。

### 鳴滝線
樽井駅前と一丘団地を結んでいた。1999年5月10日廃止。2002年2月1日より泉南市さわやかバスが運行されている。

### 一丘団地線
泉佐野駅と一丘団地を結んでいた。いずみさのコミュニティバスへの置き換えにより2001年7月1日廃止。

### 上之郷線
泉佐野駅から羽倉崎駅、長滝駅を経由して、南久の木まで向かっていた。いずみさのコミュニティバスへの置き換えにより2001年7月1日廃止。

### 東佐野線
泉佐野駅前から東佐野駅を経由して、泉ヶ丘住宅前まで向かっていた。いずみさのコミュニティバスへの置き換えにより2001年7月1日廃止。

### 泉佐野・葵町線
1995年に関西空港発着で開設された。2003年10月1日廃止。
- 1997年7月時点での経路[28]
  - 旅客ターミナル → りんくうタウン駅前 → 葵町 → 俵屋北 → 上市場 → 泉佐野駅前 → りんくうタウン駅前 → 旅客ターミナル
    - 一部便は途中始発、りんくうタウン駅前止め
- 廃止直前の経路
  - 急1系統：泉佐野駅前 → 葵町 → 上市場 → 泉佐野駅前
  - 急2系統：葵町 → 上市場 → 泉佐野駅前
  - 急3系統：泉佐野駅前 → 葵町 → 上市場

### イオン砂川線
停留所・車内放送　番号案内表記「AS」
土休日のみ運行。同区間では泉南市さわやかバスも運行している。利用状況や深刻化する乗務員の不足など様々な要因により2025年4月1日廃止（土休日のみ運行のため最終運行日は同年3月30日）。
- 763系統（旧・A3系統）：砂川駅前 - 泉南市役所前 - イオンモールりんくう泉南
- 764系統（旧・A4系統）：砂川駅前 - 泉南市役所前 - 樽井駅前 - イオンモールりんくう泉南

### イオン尾崎線
停留所・車内放送　番号案内表記「AO」
土休日のみ運行。利用状況や深刻化する乗務員の不足など様々な要因により2025年4月1日廃止（土休日のみ運行のため最終運行日は同年3月30日）。
- 765系統（旧・A5系統）：尾崎駅前 - イオンモールりんくう泉南

### 牛滝線
- 12系統：岸和田駅前 - 岸和田警察署前 - 新市民病院前 - 久米田 - 内畑 - 山口
- 14系統：岸和田駅前 - 和泉大宮駅前 - 久米田 - 内畑 - 牛滝山

### 東ヶ丘線
- 32系統：岸和田駅前 - 和泉大宮駅前 - 久米田高校前 - 久米田駅前 - 東ヶ丘町
- 31系統：東ヶ丘町 → 久米田駅前 → 中央公園前 → 和泉大宮駅前 → 岸和田駅前

### 葛城線
- 51系統：岸和田駅前 - 岸和田警察署前 - 東岸和田 - 畑町 - 天神山町3丁目
- 52系統：岸和田駅前 - 泉南府民センター - 東岸和田 - 畑町 - 天神山町3丁目
- 54系統：岸和田駅前 - 泉南府民センター - 東岸和田 - 流木 - 天神山町3丁目（現在の654系統とは無関係）

### 大阪河崎リハビリテーション大学線
- JR熊取駅前 - (外環状線) - 大学

平成18年度から平成20年度まで運行。一日15便程度の運行だった。

### オレンジバス

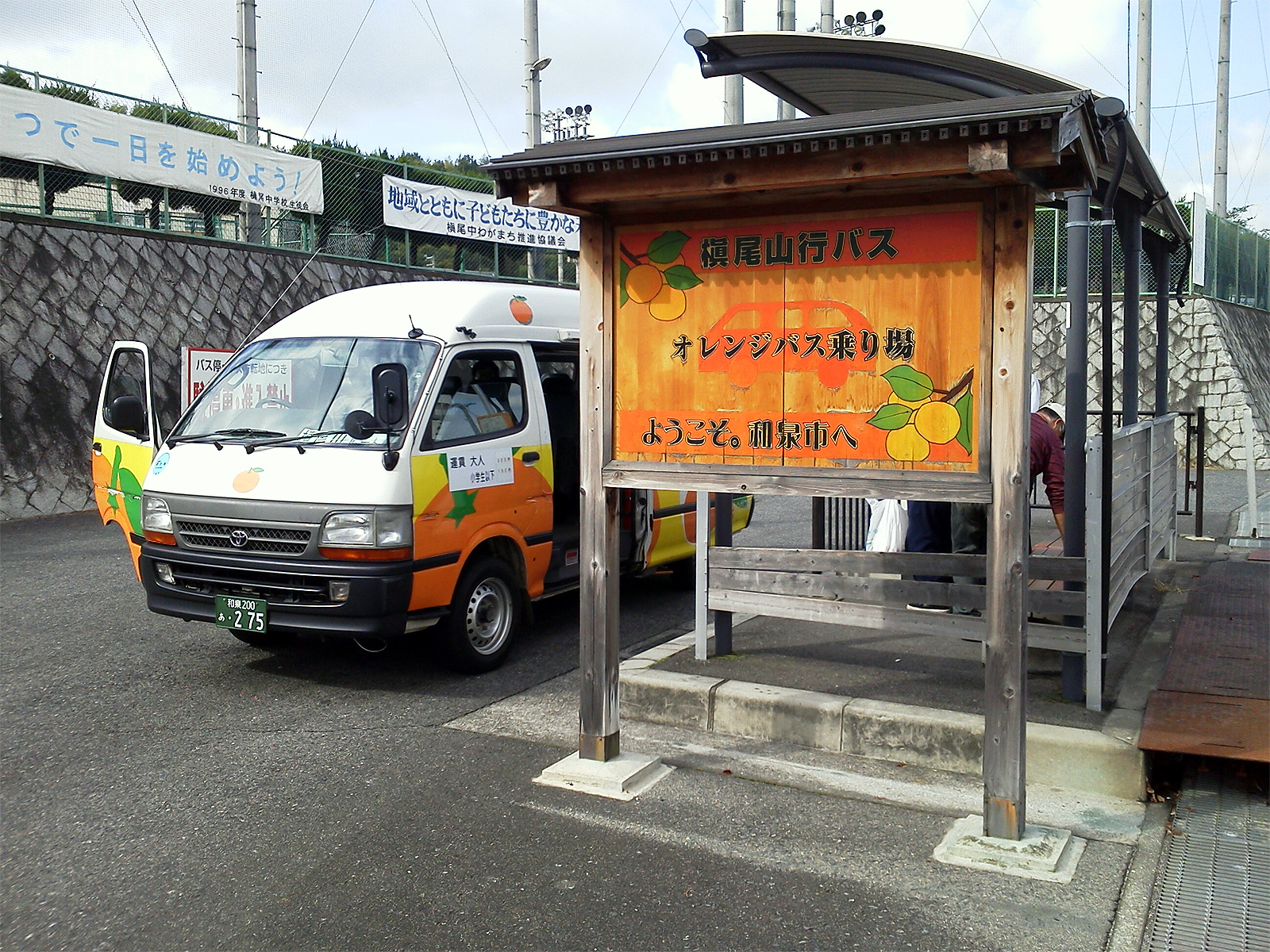
オレンジバス

和泉市、ウイングバスと横山地域バス運営委員会が事業者となって横山地域で運行されていたコミュニティバス。「地域バス」と呼ばれ、横山地域バス運営委員会が関与している点で、コミュニティバス「めぐ〜る」とは区別されていた。岸和田営業所廃止に伴い移管された。予約制の乗り合い送迎サービス「チョイソコいずみ」への置き換えにより、2024年1月31日をもって運行を終了した。
- 全ルート共通の事項[32]
  - 南海バス天野山線・父鬼線の槙尾中学校前を起点として運行されていた。
  - 運賃は障害者手帳等の提示で介護人含め半額（端数は10円単位で切り上げ）であった。
- 西ルート
  - 2005年10月運行開始[33]。
  - 坪井町・九鬼町などをまわる。
  - 年末年始を除いた月曜日から土曜日のみ運行。
  - 運賃は大人100円、小人50円。
- 東ルート
  - 2005年10月運行開始[33]。
  - 仏並町・小野田町・南面利町などをまわる。
  - 年末年始を除いた月曜日から土曜日のみ運行。
  - 運賃は大人100円、小人50円。
- 槙尾山ルート
  - 2005年12月11日運行開始[34]。
  - 槙尾中学校前 - 槙尾山を運行。廃止された南海バス光明池営業所34系統（泉大津駅前 - 和泉中央駅 - 槙尾中学校前 - 槙尾山）の代替交通手段となっていた。
  - 槙尾山口 - 槙尾山間はフリー乗降区間となっていた。
  - 運行開始当初は日祝日限定の運行だったが、2006年5月1日からは年末年始を除き毎日運行していた。
  - 運賃は大人300円、小人150円。